# Blakea portentosa
Blakea portentosa är en tvåhjärtbladig växtart som beskrevs av John Julius Wurdack. Blakea portentosa ingår i släktet Blakea och familjen Melastomataceae. Inga underarter finns listade i Catalogue of Life.